# Navia xyridiflora
Navia xyridiflora är en gräsväxtart som beskrevs av Lyman Bradford Smith. Navia xyridiflora ingår i släktet Navia och familjen Bromeliaceae. Inga underarter finns listade i Catalogue of Life.